# Wilhelm Hohenzollern (1498–1563)
Wilhelm Hohenzollern, niem. Wilhelm von Brandenburg (ur. 30 czerwca 1498 w Ansbach, zm. 4 lutego 1563 w Rydze) – ostatni arcybiskup ryski w latach 1539–1561.

## Życiorys
Pochodził z rodu Hohenzollernów. Był synem Fryderyka Hohenzollerna, margrabiego brandenburskiego na Ansbach i Zofii Jagiellonki; bratem ostatniego mistrza krzyżackiego a po sekularyzacji zakonu pierwszego księcia Prus, Albrechta Hohenzollerna.
Od 1529 roku był koadiutorem biskupa ryskiego, a od 1539 roku arcybiskupem ryskim. W roku 1555 mianował księcia Krzysztofa Meklemburskiego koadiutorem arcybiskupstwa, co wywołało kryzys polityczny w państwie inflanckiej gałęzi zakonu krzyżackiego, gdzie trwały spory pomiędzy obrońcami niezależności zakonu a zwolennikami jego sekularyzacji, popieranymi przez króla Polski Zygmunta II Augusta i Albrechta Hohenzollerna.
Po jego śmierci archidiecezja została zniesiona 26 grudnia 1566 przez króla Zygmunta.